# 中村俊夫
中村 俊夫（なかむら としお、1950年12月15日 - ）は、日本の物理学者。専門は加速器分析科学・考古科学・放射年代計測学。名古屋大学年代測定総合研究センター・センター長・教授、金沢大学環日本海域環境研究センター客員教授。

## 概要
福岡県生まれ。広島大学で理学修士・博士号を取得。名古屋大学理学部技術職員を経て1990年名古屋大学年代測定資料研究センター准教授、1999年教授、2000年名古屋大学年代測定総合研究センター教授、2007年同センターセンター長。趣味は園芸である。

## 略歴
- 1980年9月 - 名古屋大学理学部技術職員
- 1990年6月 - 名古屋大学年代測定資料研究センター准教授
- 1999年8月 - 名古屋大学年代測定資料研究センター教授
- 2000年4月 - 名古屋大学年代測定総合研究センター教授
- 2007年4月 - 名古屋大学年代測定総合研究センターセンター長